# Portal Quemado
El Portal Quemado o Portal Bravo, es un edificio ubicado en Guadalajara, Jalisco, México, frente a la Plaza de Armas de esa ciudad, específicamente en su borde sur, entre el Paseo Alcalde y la Avenida Ramón Corona.

## Historia
El edificio se encuentra lateral al Palacio de Gobierno de Jalisco y fue construido en 1604 por Diego Porres de Baranda. Se construyó el portal para los fines comerciales. Tuvo diferentes nombres, incluyendo de la Fruta, del Mayorazgo y Cortázar. Fue renombrado en honor a los presidentes de México Vicente Guerrero en 1833 y posteriormente Nicolás Bravo. Se incendió por primera vez en 1731, siendo reconstruida en 1734. Hubo otro incendio el 31 de mayo de 1795, causado por los puestos comerciales que ya tenían casi un siglo ahí en la Plaza de Armas. Este incendio terminó con el comercio en la plaza. Los comerciantes tuvieron que regresar a la Plaza de San Agustín, la antigua plaza mayor de la ciudad.
El 14 de mayo de 1845 se incendió el portal por tercera vez. Fueron destruidas dos tiendas y una casa. Se cuenta que el incendio fue provocado por unas personas ebrias que buscaban cobijarse debajo del portal. Los embriagados intentaron crear una fogata para calentar su comida. El fuego se extendió a varios bultos y de ahí se propagó rápidamente por todo el portal. Los pobladores se reunieron en la Plaza de Armas pero como no había bomberos el gobernador Antonio Escobedo encargó un equipo para sofocar el fuego. Tardaron seis horas en total. Aún se llama oficialmente Portal Bravo, pero es más conocido como el Portal Quemado por los numerosos siniestros que han ocurrido ahí.
Ya para 1891 el comercio había resurgido, teniendo veinte casetas de madera que ofrecían varios servicios. Llegó a ser un lugar reconocido por su zapatería. Ahí se abrieron las primeras pastelerías finas de la ciudad, siendo la más famosa «la Fama Italiana». Además de pasteles tenía una cantina y restaurante que era un lugar muy codiciado por los intelectuales de la ciudad.
El 20 de noviembre de 1981 nuevamente se incendió el portal, específicamente la esquina de Pedro Moreno y Paseo Alcalde. Una placa ubicada en el portal dice que en la segunda planta del portal se ubicaba la casa donde se hospedaba Ángela Peralta durante su estadía en la ciudad en 1866.
En 2020 las obras para la construcción de la Línea 3 del Tren Eléctrico Urbano de Guadalajara dañaron el portal.